# (I) Get Lost
«(I) Get Lost» es una canción del músico británico Eric Clapton, publicada en la banda sonora del largometraje The Story of Us. Fue también publicada como sencillo por Reprise Records el 23 de noviembre de 1999 y apareció en el álbum recopilatorio Clapton Chronicles: The Best of Eric Clapton, publicado el 12 de octubre.

## Composición
«(I) Get Lost» fue escrita durante un periodo en el que Eric Clapton experimentó con riffs de guitarra y con Pro Tools junto a su colaborador habitual Simon Climie, que participó en las sesiones de grabación de su álbum Pilgrim en 1998.
La canción comienza con una línea de guitarra en Mi mayor, con Clapton tocando una guitarra acústica de cuerdas de nailon. A medida que la canción avanza, se añaden instrumentos como sintetizadores, percusión y una orquestación. La letra relata la historia de un hombre que añora a su novia y se siente a sí mismo perdido en lágrimas.

## Publicación
«(I) Get Lost» fue originalmente compuesta y grabada para la banda sonora del largometraje The Story of Us, donde la canción fue incluida junto al principal tema instrumental, también compuesto por Clapton. La banda sonora fue posteriormente publicado en disco compacto por Reprise Records. La canción fue también publicada como sencillo en CD y en 12" el 23 de noviembre de 1999. En Alemania, el sencillo fue reeditado en 2000.

## Posición en listas
| Lista (1999–2000)                            | Posición |
| -------------------------------------------- | -------- |
| Alemania (Offizielle Deutsche Charts)        | 83       |
| Estados Unidos (Hot Dance Club Songs)        | 8        |
| Estados Unidos (Billboard Maxi Single Sales) | 1        |
| Finlandia (OFC)                              | 12       |
| Japón (Oricon Hot 100 Singles)               | 32       |
| Japón (Oricon International Singles)         | 23       |
| Polonia (LP3)                                | 37       |
| Portugal (AFP)                               | 6        |